# Julus ovale
Julus ovale är en mångfotingart som beskrevs av Carl von Linné 1788. Julus ovale ingår i släktet Julus och familjen kejsardubbelfotingar. Inga underarter finns listade i Catalogue of Life.